# راندي وودز
راندي وودز (بالإنجليزية: Randy Woods)‏ مواليد 23 سبتمبر 1970 في فيلادلفيا، هو لاعب كرة سلة أمريكي معتزل. بدأ مسيرته الاحترافية في سنة 1992. تم اختياره من قبل فريق لوس أنجلوس كليبرز خلال الدرافت. يبلغ طوله 5 قدم 10 بوصة (1.8 م). اعتزل اللعب في 1999.

## المسيرة الاحترافية
لعب مع لوس أنجلوس كليبرز من سنة 1992 إلى 1995، ثم لعب مع دنفر ناغتس في سنة 1995، ثم لعب مع نادي إشبيلية لكرة السلة في الدوري الإسباني في سنة 1998.

## روابط خارجية
- راندي وودز على موقع إن بي أي (الإنجليزية)
- راندي وودز على موقع سبورتس رفرنس (الإنجليزية)
- راندي وودز على موقع الدوري الإسباني لكرة السلة (الإسبانية)
- راندي وودز على موقع كرة السلة الأوروبية.كوم (الإنجليزية)
- راندي وودز على موقع كلية كرة السلة في سبورتس رفرنس.كوم (الإنجليزية)
- راندي وودز على موقع ريلجم (الإنجليزية)
- راندي وودز على موقع بروبوليرز (الإنجليزية)
- راندي وودز على موقع سبورتس رفرنس (الإنجليزية)